# Campionati del mondo di mountain bike marathon - Gara maschile
La marathon maschile è uno dei due eventi disputati durante i campionati del mondo di mountain bike marathon. La gara si tiene ininterrottamente dal 2003, quando ancora i campionati del mondo di mountain bike marathon erano parte dei campionati del mondo di mountain bike.

## Albo d'oro
Aggiornato all'edizione 2022.
| Anno | Vincitore           | Secondo                    | Terzo            |
| ---- | ------------------- | -------------------------- | ---------------- |
| 2003 | Thomas Frischknecht | Bart Brentjens             | Carsten Bresser  |
| 2004 | Massimo Debertolis  | Thomas Dietsch             | Bart Brentjens   |
| 2005 | Thomas Frischknecht | Bart Brentjens             | Dario Acquaroli  |
| 2006 | Ralph Näf           | Leonardo Páez              | Roel Paulissen   |
| 2007 | Christoph Sauser    | Roel Paulissen             | Thomas Dietsch   |
| 2008 | Roel Paulissen      | Christoph Sauser           | Urs Huber        |
| 2009 | Roel Paulissen      | Alban Lakata               | Christoph Sauser |
| 2010 | Alban Lakata        | Mirko Celestino            | Burry Stander    |
| 2011 | Christoph Sauser    | Jaroslav Kulhavý           | Mirko Celestino  |
| 2012 | Periklis Ilias      | Moritz Milatz              | Kristian Hynek   |
| 2013 | Christoph Sauser    | Alban Lakata               | Leonardo Páez    |
| 2014 | Jaroslav Kulhavý    | Alban Lakata               | Christoph Sauser |
| 2015 | Alban Lakata        | Christoph Sauser           | Leonardo Páez    |
| 2016 | Tiago Ferreira      | Alban Lakata               | Kristian Hynek   |
| 2017 | Alban Lakata        | Tiago Ferreira             | Daniel Geismayr  |
| 2018 | Henrique Avancini   | Daniel Geismayr            | Leonardo Páez    |
| 2019 | Leonardo Páez       | Kristian Hynek             | Samuele Porro    |
| 2020 | Leonardo Páez       | Tiago Ferreira             | Martin Stosek    |
| 2021 | Andreas Seewald     | Diego Alfonso Arias Cuervo | José Dias        |
| 2022 | Samuel Gaze         | Andreas Seewald            | Simon Andreassen |

Nel 2008, il vincitore Christoph Sauser venne retrocesso in seconda posizione per aver chiuso allo sprint Roel Paulissen, cui fu assegnata la vittoria.

## Medagliere
| Pos.   | Nazione       | Oro | Argento | Bronzo | Totale |
| ------ | ------------- | --- | ------- | ------ | ------ |
| 1      | Svizzera      | 6   | 2       | 3      | 11     |
| 2      | Austria       | 3   | 5       | 1      | 9      |
| 3      | Colombia      | 2   | 2       | 3      | 7      |
| 4      | Belgio        | 2   | 1       | 1      | 4      |
| 5      | Rep. Ceca     | 1   | 2       | 3      | 6      |
| 6      | Portogallo    | 1   | 2       | 1      | 4      |
| 7      | Italia        | 1   | 1       | 3      | 5      |
| 8      | Germania      | 1   | 2       | 1      | 4      |
| 9      | Grecia        | 1   | 0       | 0      | 1      |
| 9      | Brasile       | 1   | 0       | 0      | 1      |
| 9      | Nuova Zelanda | 1   | 0       | 0      | 1      |
| 12     | Paesi Bassi   | 0   | 2       | 1      | 3      |
| 13     | Francia       | 0   | 1       | 1      | 2      |
| 14     | Sudafrica     | 0   | 0       | 1      | 1      |
| 14     | Danimarca     | 0   | 0       | 1      | 1      |
| Totale | Totale        | 20  | 20      | 20     | 60     |

| Pos. | Atleta              | Oro | Argento | Bronzo | Totale |
| ---- | ------------------- | --- | ------- | ------ | ------ |
| 1    | Alban Lakata        | 3   | 4       | 0      | 7      |
| 2    | Christoph Sauser    | 3   | 2       | 2      | 7      |
| 3    | Leonardo Páez       | 2   | 1       | 3      | 6      |
| 4    | Roel Paulissen      | 2   | 1       | 1      | 4      |
| 5    | Thomas Frischknecht | 2   | 0       | 0      | 2      |
| 6    | Tiago Ferreira      | 1   | 2       | 0      | 3      |
| 7    | Jaroslav Kulhavý    | 1   | 1       | 0      | 2      |
| 8    | Andreas Seewald     | 1   | 1       | 0      | 2      |
| 8    | Enrique Avancini    | 1   | 0       | 0      | 1      |
| 8    | Periklis Ilias      | 1   | 0       | 0      | 1      |
| 8    | Massimo Debertolis  | 1   | 0       | 0      | 1      |
| 8    | Ralph Näf           | 1   | 0       | 0      | 1      |
| 8    | Samuel Gaze         | 1   | 0       | 0      | 1      |
| 14   | Bart Brentjens      | 0   | 2       | 1      | 3      |
| 15   | Mirko Celestino     | 0   | 1       | 1      | 2      |
| 15   | Daniel Geismayr     | 0   | 1       | 1      | 2      |
| 15   | Kristian Hynek      | 0   | 1       | 1      | 2      |